# Penangodyna
Penangodyna is een monotypisch geslacht van spinnen uit de familie van de Dictynidae (kaardertjes).

## Soort
- Penangodyna tibialis Wunderlich, 1995